# بارع (اسم)
بَارِع هو اسم علم مذكر من أصل عربي، وجاء الاسم على صيغة الفاعل، ومعناه هو الفائق نظيراه في كل فضيلة وجمال والماهر.